# 클로타리우스 1세
클로타르 1세(Chlotar I, 497년경 ~ 561년 11월 29일)는 프랑크 왕국의 국왕이었다. 클로비스 1세와 클로틸드의 다섯째 아들이었으며 수아송의 군주였다. 558년 프랑크 왕국을 재통일하였다. 따라서 클로타르 대왕(Chlotarius Magnus)로도 불린다.

## 생애

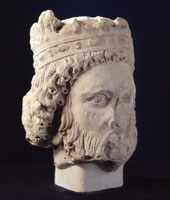
수아송 박물관에 있는 클로타르 1세의 두상

클로타르 1세는 프랑크 왕국의 국왕(558-561). 수아송 분국의 왕(511-561). 클로비스 1세와 클로틸드의 넷째 아들이었다. 511년 클로비스 사후 수아송과 네우스트리아를 물려받았다. 524년 형 클로도미르(파리의 왕), 힐데베르트(오를레앙의 왕), 테오도리히 1세(아우스트라시아의 왕)와 함께 튀링겐 왕국을 침략하여 멸망시켰으며 튀링겐 왕 베르타르의 딸을 잡아서 아내로 삼았다.
527년 클로도미르가 부르군드 족과의 전투에서 전사하자, 형 힐데베르트와 함께 클로도미르의 아들들을 살해하고 그 영토를 양분하였다. 534년 부르군드를 멸망시키고 그 영토를 흡수하였다. 555년 테오도리히 1세의 손자 테오발트가 558년 힐데베르트1세와 그 아들 지게베르트가 죽자 클로타르는 프랑크 왕국의 전체의 영역을 재통일하게 되었다.
튀링겐 족 출신 아내인 라데군다를 심하게 괴롭히고 학대하여 성 레미 주교로부터 제명도 당하고 경고도 들었다. 560년 아들 크롬이 반란을 일으키자 크롬을 처형하고 그 처족을 모두 몰살하였다. 클로타르는 561년 열병으로 급작스럽게 사망하였다. 그가 죽자 프랑크 왕국은 다시 관습에 따라 하리베르트(파리, 오를레앙), 지게베르트(아우스트라시아), 군트람(부르군드), 힐페리히(네우스트리아, 수아송)의 네 아들에게 분할 상속되었다.
잔인하고 무자비하여 가족간에도 경쟁의식을 가졌으며, 반대파에게는 무자비한 적대행위를 노골적으로 보였다. 독실한 기독교 신자라서 사후 어떻게 훌륭한 황제를 일찍 데려가느냐는 성직자들의 한탄이 있었다고 한다.

## 평가
클로비스 1세의 자손들 중 정치적으로 가장 무능하였다는 비판이 있다.

## 가족
- 라데군다[3]
- 아레군트, 서고트 왕국 아타나길드의 딸
  - 군타르(Gunthar, 517경 - 532), 셉티메니아 공국 원정 도중 사망
  - 힐데리히(Childeric), 561년 부왕보다 앞서 사망
  - 카리베르투스 1세
  - 시게베르투스 1세
  - 군트람
  - 빌리힐데스, 종실 오스베르트에게 출가

- 인군트, 서고트 왕국 아타나길드의 딸, 아레군트의 여동생
  - 클로도신드(Chlothsind, 567년 사망), 롬바르드의 왕 알비온에게 출가
  - 킬페리쿠스 1세 (힐페리히 1세)

- 쿤시아
  - 크람

- ?
  - 군도발트, 아키텐의 군주

- 불데트라다, 아우스트라시아의 왕 테오데발트 1세의 왕후, 롬바르디아 왕 와코의 딸.[4]

## 같이 보기
- 메로빙거 세계 ; 한 뿌리에서 나온 프랑스와 독일

## 참고 자료
- Bachrach, Bernard S. (1972). Merovingian Military Organization, 481–751. Minneapolis: University of Minnesota Press, ISBN 0-8166-0621-8.
- Geary, Patrick J. (1988). Before France and Germany: The Creation and Transformation of the Merovingian World. Oxford: Oxford University Press, ISBN 0-19-504458-4.
- James, Edward (1991). The Franks. London: Blackwell, ISBN 0-631-14872-8.
- Oman, Charles (1908). The Dark Ages, 476–918. London: Rivingtons.
- Wallace-Hadrill, J. M. (1962). The Long-Haired Kings, and Other Studies in Frankish History. London: Methuen.
- Wood, Ian N. (1994). The Merovingian Kingdoms, 450–751. London: Longman, ISBN 0-582-21878-0.

| 전임 클로비스 1세 | 수아송의 왕 511년 - 561년 | 후임 클로타르 1세(프랑크의 왕) |

| 전임 힐데베르트 1세 | 파리의 왕 558년 - 561년 | 후임 하리베르트 1세 |

| 전임 테오데발트 1세 (아우스트라시아) 힐데베르트 1세(파리) 클로도미르(오를레앙) 클로타르 1세(수아송) | 프랑크 왕국의 국왕 (통일 군주) 558년 - 561년 | 후임 지게베르트 1세 (아우스트라시아) 하리베르트 1세(파리) 군트람(부르군트) 힐페리히 1세(수아송) 군도발트(아키텐) |